# Ereklasse korfbal 2018-2019
De Ereklasse is de hoogste competitie voor het Nederlandse veldkorfbal. Deze competitie wordt gespeeld via 2 poules, genaamd Ereklasse A en Ereklasse B. In elke poule zitten 6 teams. Elk team speelt 10 wedstrijden in het totale seizoen. Uit beide poules degradeert de onderste club direct. De bovenste 2 teams uit elke poule gaan door naar de kruisfinales. In die kruisfinales speelt de nummer 1 van Ereklasse A tegen de nummer 2 van Ereklasse B en de nummer 1 uit Ereklasse B speelt tegen de nummer 2 van de Ereklasse A. Deze kruisfinales zijn 1 wedstrijd en de beide winnaar spelen de landelijke veldfinale.
Het hele seizoen start in september, om te pauzeren begin oktober. Dan verplaatst korfbal naar de zaal en start de Korfbal League. Na het zaalseizoen hervat de veldcompetitie weer waar het gebleven was.

## Teams
| Club                    | Ereklasse Poule | Plaats              | Coach                           |
| ----------------------- | --------------- | ------------------- | ------------------------------- |
| AKC Blauw-Wit           | A               | Amsterdam           | Barry Schep                     |
| AW.DTV                  | A               | Amsterdam           | Edwin Bouman                    |
| Dalto/Klaverblad        | B               | Driebergen          | Herman van Gunst                |
| Deetos/Snel             | B               | Dordrecht           | Gert-Jan Kraaijeveld            |
| DOS'46                  | A               | Nijeveen            | Pascal Zegwaard                 |
| DVO/Accountor           | B               | Bennekom            | Richard van Vloten              |
| Fortuna/Delta Logistiek | A               | Delft               | Ard Korporaal & Damien Folkerts |
| KZ/Thermo4U             | A               | Koog aan de Zaan    | Wim Bakker                      |
| LDODK/Rinsma Modeplein  | B               | Gorredijk           | Henk Jan Mulder                 |
| PKC/SWKGroep            | B               | Papendrecht         | Daniël Hulzebosch               |
| TOP/Solar Compleet      | B               | Sassenheim          | Jan Niebeek                     |
| Tempo                   | A               | Alphen aan den Rijn | Frits Wip                       |

## Seizoen
Ereklasse A
| pos | club                    | gs | w | g | v | pnt | dv  | dt  | dt  |
| --- | ----------------------- | -- | - | - | - | --- | --- | --- | --- |
| 1.  | LDODK/Rinsma Modeplein  | 10 | 7 | 1 | 2 | 16  | 210 | 166 | +44 |
| 2.  | DOS'46                  | 10 | 5 | 2 | 3 | 13  | 179 | 175 | +4  |
| 3.  | Fortuna/Delta Logistiek | 10 | 5 | 4 | 1 | 11  | 172 | 157 | +15 |
| 4.  | AKC Blauw-Wit           | 10 | 5 | 5 | 0 | 10  | 179 | 167 | +12 |
| 5.  | AW.DTV                  | 10 | 2 | 6 | 2 | 6   | 138 | 177 | -39 |
| 6.  | Tempo                   | 10 | 1 | 7 | 2 | 4   | 163 | 199 | -36 |

Ereklasse B
| pos | club               | gs | w | g | v | pnt | dv  | dt  | dt  |
| --- | ------------------ | -- | - | - | - | --- | --- | --- | --- |
| 1.  | PKC/SWK Groep      | 10 | 8 | 2 | 0 | 16  | 221 | 165 | +56 |
| 2.  | TOP/Solar Compleet | 10 | 6 | 3 | 1 | 13  | 215 | 185 | +30 |
| 3.  | DVO/Accountor      | 10 | 6 | 3 | 1 | 13  | 203 | 205 | -2  |
| 4.  | KZ/Thermo4U        | 10 | 4 | 5 | 1 | 9   | 191 | 206 | -15 |
| 5.  | DeetosSnel         | 10 | 3 | 6 | 1 | 7   | 187 | 202 | -15 |
| 6.  | Dalto/Klaverblad   | 10 | 0 | 8 | 2 | 2   | 177 | 231 | -54 |

## Play-offs en Finale
|  | Halve finale | Halve finale           | Halve finale |    |               | Finale                 | Finale | Finale |
|  |              |                        |              |    |               |                        |        |        |
|  | A1           | LDODK/Rinsma Modeplein | 21           |    |               |                        |        |        |
|  | B2           | TOP/Solar Compleet     | 19           |    |               |                        |        |        |
|  | B2           | TOP/Solar Compleet     | 19           |    | A1            | LDODK/Rinsma Modeplein | 14     |        |
|  |              |                        |              |    | A1            | LDODK/Rinsma Modeplein | 14     |        |
|  |              | A2                     | DOS'46       | 18 |               |                        |        |        |
|  | B1           | A2                     | DOS'46       | 18 | PKC/SWK Groep | 14                     |        |        |
|  | B1           |                        |              |    | PKC/SWK Groep | 14                     |        |        |
|  | A2           | DOS'46                 | 20           |    |               |                        |        |        |

| Veld Kampioen van Nederland 2019 |
| -------------------------------- |
| DOS'46                           |

## Degradatie & Promotie
De onderste ploeg uit Ereklasse A en de onderste ploeg uit Ereklasse B degraderen direct. Uit de Hoofdklasse promoveren dan 2 teams, die dan verdeeld worden over de Ereklasse poules.
Aan het eind van seizoen 2018-2019 degraderen Dalto en Tempo.
Uit de Hoofdklasse promoveert KCC en TOP (A)